# William F. Cogswell
William F. Cogswell (1819–1903) var en porträtt- och landskapsmålare. Han är främst berömd för sitt porträtt av Ulysses S. Grant som hänger i USA:s senat och porträttet av Abraham Lincoln som hänger i Vita Huset.

## Galleri

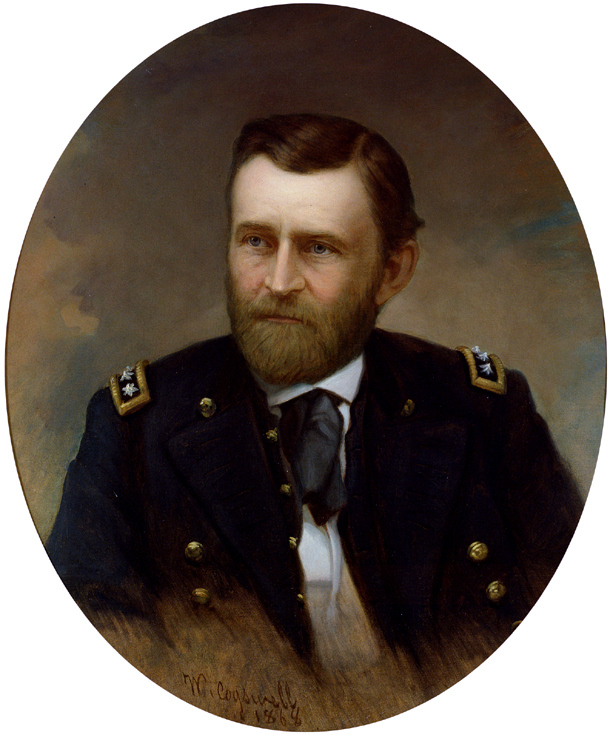
1868 - Ulysses S. Grant
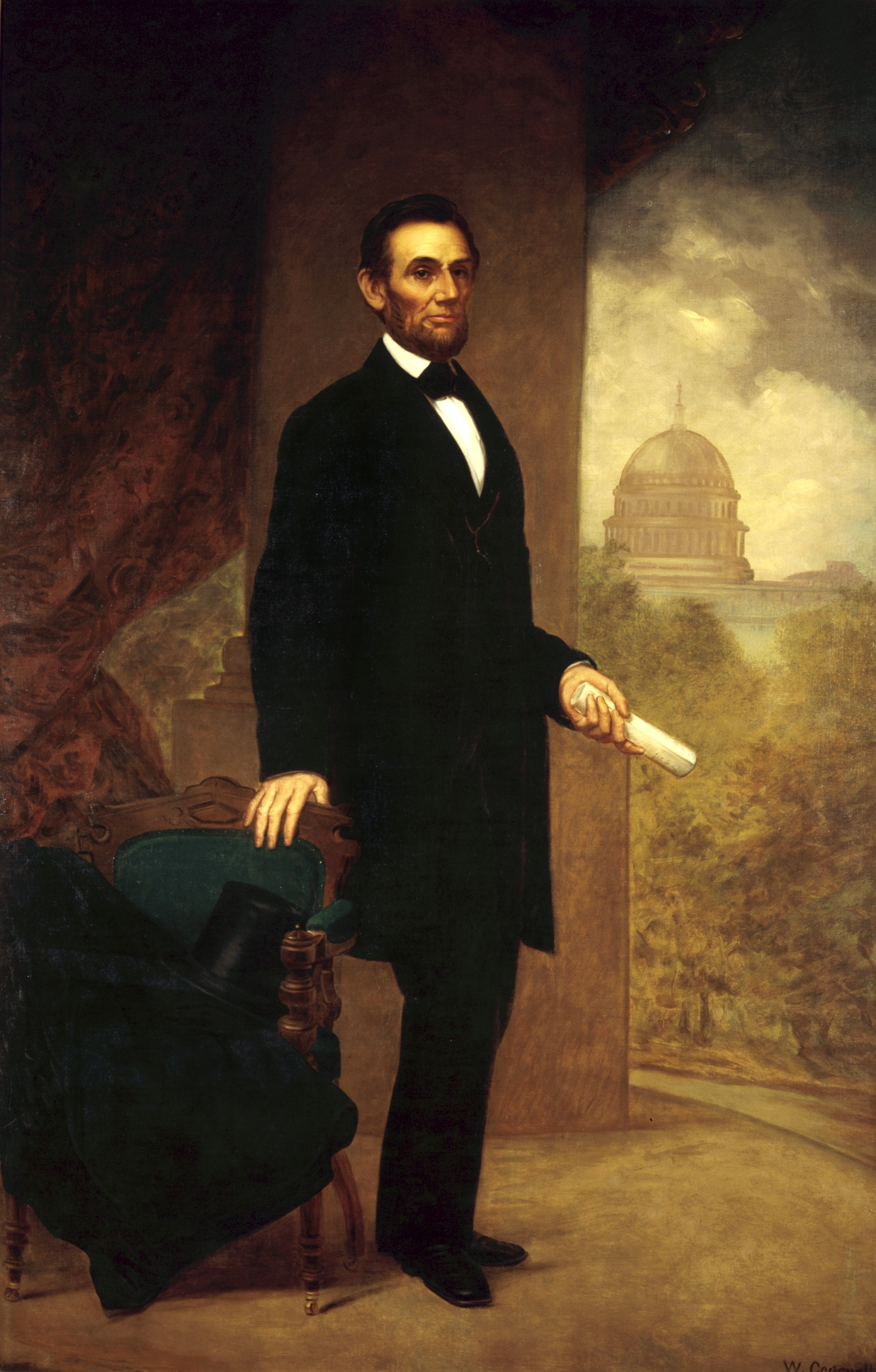
1869 - Abraham Lincoln